# Takamune Negishi
Takamune Negishi (根岸孝旨, Negishi Takamune, nascido em 28 de setembro de 1961) é um baixista, músico, produtor e compositor japonês.
Ele é membro do grupo Dr. Strange Love desde 1989, junto com Susumu Osada. (Takashi Furuta também era membro do grupo).
Ele se apresentou e gravou com vários artistas como Kamijo, Kyoko Koizumi, Puffy, Tamio Okuda, entre outros.
Ele também escreveu e arranjou canções para Cocco, Kyoko, Hitomi e outros.
Em 1987, compôs a abertura e o encerramento do anime Transformers: The Headmasters no single "The Headmasters/Kimi wa Transformer", de Hironobu Kageyama.
Em 2006, ele fez parte de uma unidade especial chamada Kokua para a criação da música tema de um programa de documentário da NHK. Em 2016 ele se reuniu com os outros membros para comemorar o 10º aniversário do lançamento do single "Progress", lançando o primeiro álbum oficial do grupo e a turnê Nationwide, ambos chamados também de Progress.